# Geisler Eta
Geisler Eta, Geisler Etel (Budapest, Erzsébetváros, 1913. október 23. – Pestújhely, 1931. július 5.) hímzőnő, a magyarországi illegális kommunista mozgalom egyik aktivistája, majd mártírja. A Kádár-rendszer idején több közterület, oktatási intézmény és kollégium viselte a nevét, köztük az a balassagyarmati leánykollégium is, ahol az első, modern értelemben vett túszdráma zajlott, 1973-ban.

## Élete
Geisler Berisch szivarszipkakészítő és Rosendorn Dvojre tollkereskedő leányaként született a Klauzál tér 4. szám alatt. Utólag törvényesítették; Galíciából érkezett szülei 1914. május 6-án Budapesten, az Erzsébetvárosban kötött házasságot.
Már 16 éves korában belépett a Kommunista Ifjúmunkások Magyarországi Szövetsége (KIMSZ) tagjai közé. A szervezetben a fiatal korának és gyenge fizikumának megfelelő agitációs feladatokat vállalt magára: röpiratokat terjesztett, illegális plakátokat ragasztott, tagja volt a Magyarországi Vörös Segélynek, illetve a 100% folyóirat népszerűsítése terén fejtett ki agitációs tevékenységet. Emiatt összeütközésbe került a hatóságokkal, több ízben állították elő, ahol – későbbi életrajzírói szerint – fizikai bántalmazásban, kínzásban is részesült. Ebben az évben négy hónapig tartották fogságban, de felmentették.
1929-től több különböző rendszerellenes tüntetés zajlott Budapesten és az ország más nagyobb városaiban. Egy ilyen tüntetés szerveződött a fővárosban 1930. június 30-án is, amikor a rendőrség villamosoknak a tömeg közé küldésével akarta több részre szétválasztani a demonstrálókat. Geisler Eta ekkor kilépett a tüntetők első sorából a villamos elé, és arra szólította fel a tüntetőket, hogy ne hátráljanak meg, mert máskülönben a villamos elé veti magát. Ennek hatására a demonstrálók a helyükön maradtak, a tüntetés még egy óráig eltartott.
A fiatal lány nem sokáig remélhette, hogy kiállása megtorlatlan marad: 1930. július 4-én elfogták, letartóztatták és öt hónapi fegyházbüntetésre ítélték. Szabadulásakor már tüdővészben szenvedett, szűk fél évvel később, 1931. július 5-én hunyt el. A hatóságok fel voltak rá készülve, hogy a temetése is kommunista demonstrációvá fajulhat, a gyászszertartás szónokától egyetlen mondat után megvonták a szót.

## Emlékezete
A második világháborút követően az új hatalom Geisler Etát is azon kommunista mártírok közé emelte, akikről közterületek, létesítmények egész sorát nevezték el. Utcanevet kapott például Pécsett (az utca mai neve Apáca utca), ugyanott egy leánykollégium is az ő nevét viselte, egészen 1993-ig (ma: Ciszterci Szent Margit Óvoda, Általános Iskola, Alapfokú Művészetoktatási Intézmény és Kollégium). Geisler Eta nevét kapta Balassagyarmat középiskolás leánykollégiuma is, ahol 1973 januárjának első felében hat napot átívelő, végül az egyik túszejtő lelövésével végződő túszdráma zajlott. Budapesten a XVI. kerületben (Rákosszentmihályon) viselte általános iskola Geisler Eta nevét – ez ma a Kölcsey Ferenc Általános Iskola –, a XV. kerületben, Pestújhelyen pedig Geisler utca volt a rendszerváltás körüli évekig (korábbi és jelenlegi neve Adria utca).
Életéről Balázs Anna írónő írt regényt, ami Utolsó leheletig címmel jelent meg, 1957-ben.